# St. Peter und Paul (Mühlburg)

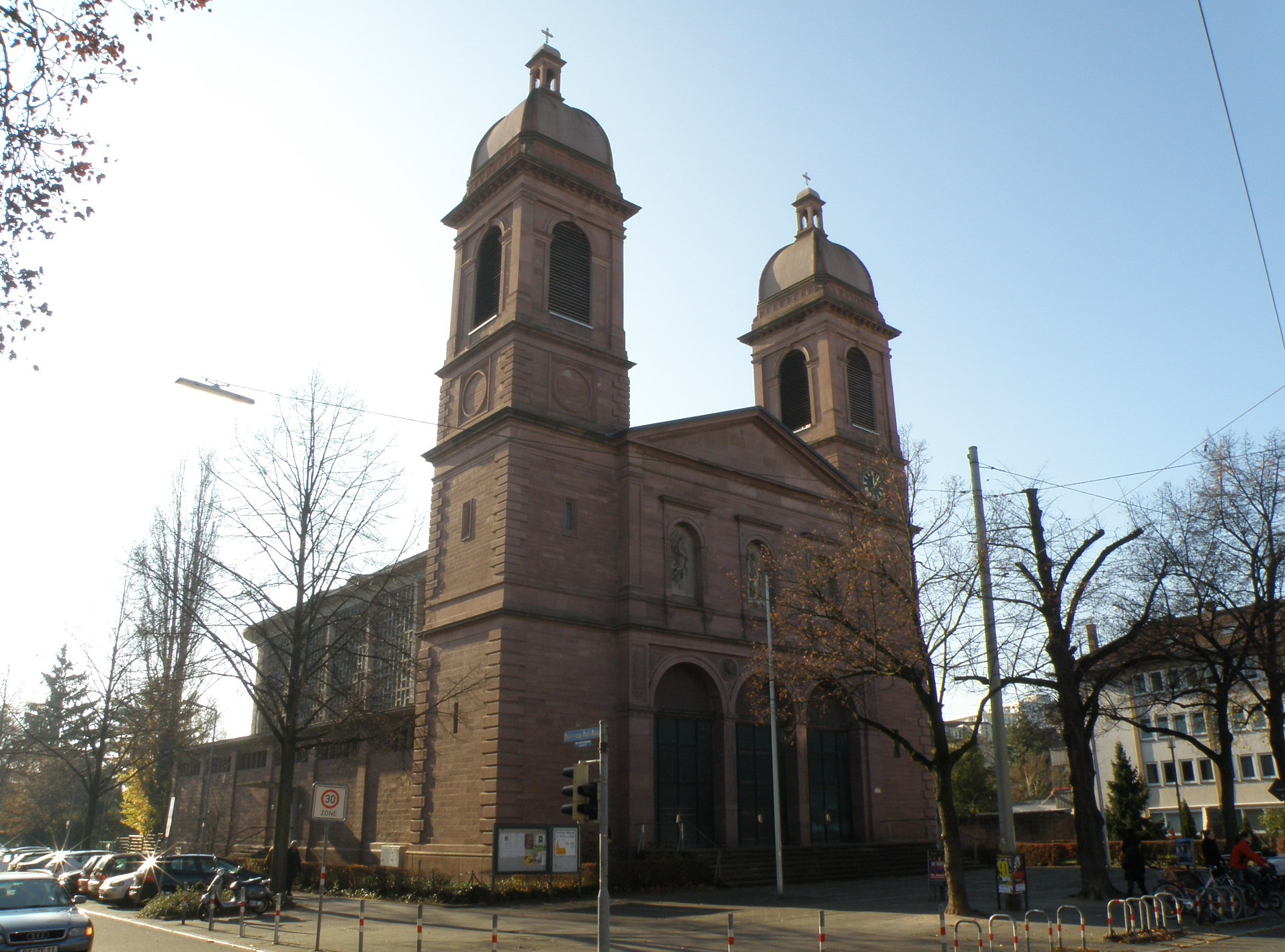
St. Peter und-Paul in Mühlburg

Die römisch-katholische Pfarrkirche St. Peter und Paul steht in Mühlburg, einem Stadtteil von Karlsruhe in Baden-Württemberg. Das Bauwerk ist beim Landesamt für Denkmalpflege Baden-Württemberg als Baudenkmal eingetragen. Die Kirchengemeinde gehört zum Dekanat Karlsruhe des Erzbistums Freiburg.

## Geschichte

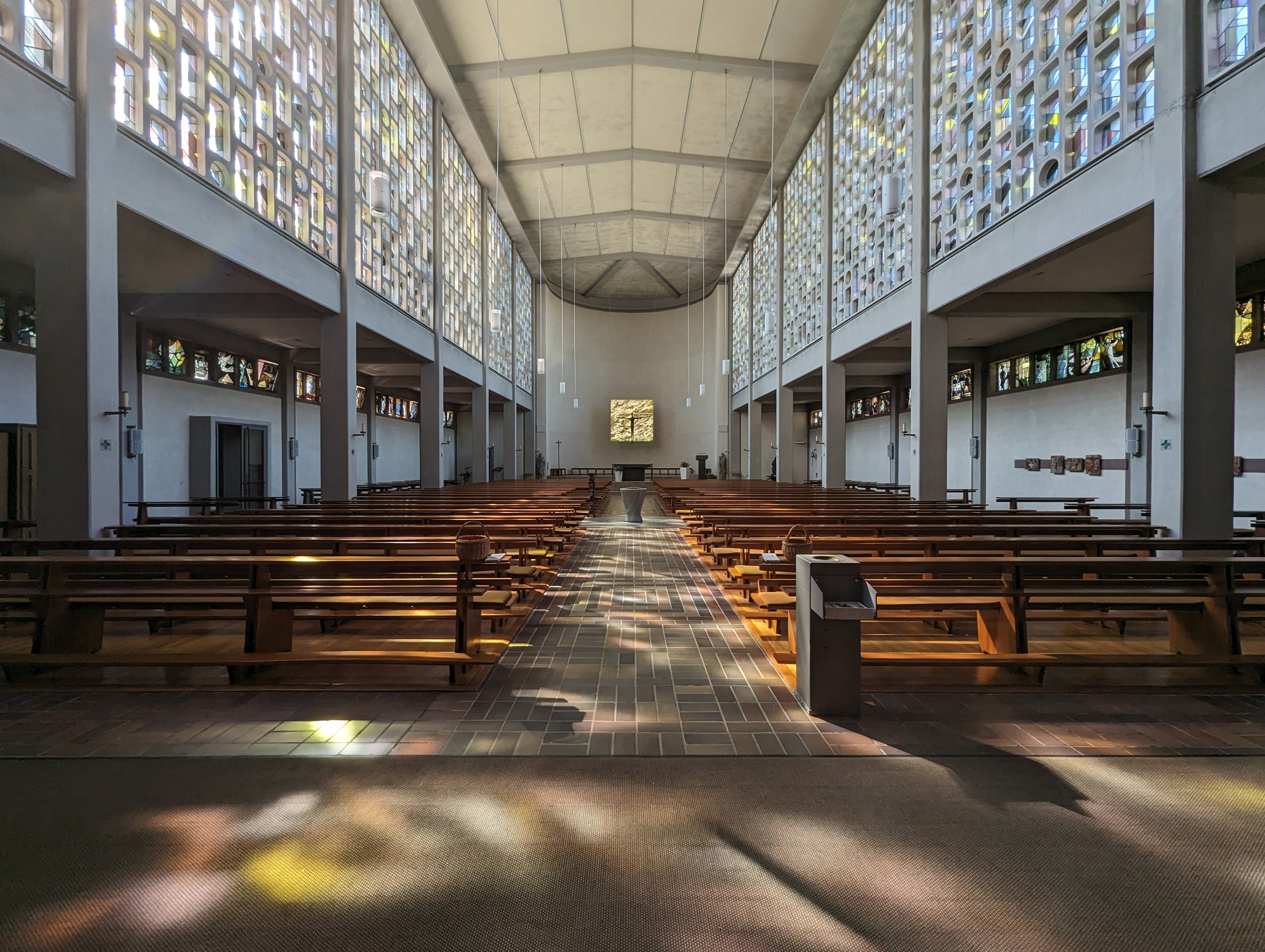
Innenraum

Die Kirche wurde 1886 nach einem Entwurf von Adolf Williard als Basilika errichtet. Sie wurde im Zweiten Weltkrieg bei einem Bombenangriff in der Nacht vom 4. auf 5. Dezember 1944 bis auf die im Stil der Neorenaissance gebaute Doppelturmfassade im Norden und den Chor zerstört. Wegen zunächst fehlender finanzieller Mittel für den Wiederaufbau  wurde in der Nähe 1948 eine Notkirche errichtet. Der Wiederaufbau der Kirche konnte erst 1954/55 durchgeführt werden. Die Pläne erstellte der Architekt Werner Groh aus Karlsruhe, wobei er sich an Bauten von Auguste Perret orientierte. Die Weihe des Neubaus wurde am 27. November 1955 gefeiert.

## Beschreibung

### Architektur
Das Langhaus besteht aus einem hohen rechteckigen Mittelschiff und zwei niederen Seitenschiffen. Der halbrund geschlossene Chor schließt sich im Süden an das Mittelschiff an. Das achsensymmetrische Kirchengebäude ist mit einem flach geneigten Satteldach bedeckt. In der Fassade befinden sich zwischen den Türmen drei rundbogige Portale als Zugang in die Kirche. Darüber sind drei rundbogige Nischen zu sehen, in denen der auferstandene Heiland, das überwundene Kreuz haltend, in der Mitte und jeweils ein zugewandter Engel rechts und links im Stil der ursprünglichen Bauzeit zu sehen ist.
Die Obergaden dieser Basilika sind ganz in Fensterflächen aufgelöst, die durch Betonstege gegliedert sind. In den Seitenschiffen ziehen sich Fensterbänder am oberen Rand der Wände hin. Während die von Clara Kress gestalteten großen Fensterflächen im Mittelschiff nur pastellfarbig gemustert sind und daher viel Tageslicht zulassen, sind die Fensterbänder der Seitenschiffe kräftig farbig und figürlich gestaltet. Emil Wachter hat die Szenen aus dem Alten und Neuen Testament entworfen.

### Ausstattung
Den Blick auf sich ziehend ist das von Seff Weidl 1955 geschaffene schwebende Kruzifix im Halbrund des Chores, das sich von einem quadratischen vergoldeten Glasrelief abhebt. Dieser mit einer Kantenlänge von drei Metern gestaltete Hintergrund für das Kreuz ist ein Werk von Gabriele Wilpers aus dem Jahr 2001. Die Fläche kann als das himmlische Jerusalem gesehen werden, regt aber auch zu anderen Assoziationen an. Der schlichte Taufstein ist in der Mitte der Kirche platziert. Weitere Ausstattungsstücke sind eine Marienskulptur von Klaus Ringwald aus dem Jahr 1979, Statuen von Petrus (Frido Lehr) und Paulus (Emil Sutor) sowie seit 1994 ein Kreuzweg von Raul Castro aus Peru.

### Glocken
Die sechs Kirchenglocken wurden 1958 von der Karlsruher Glocken- und Kunstgießerei gegossen und sind verteilt auf die Glockenstühle der beiden Glockentürme. Im westlichen Turm befinden sich die Glocken 2, 4, 5 und 6, die alle auch in den Uhrschlag einbezogen sind. Entsprechend sind an diesem Turm auf zwei Seiten auch Zifferblätter der Turmuhr angebracht. Im Ostturm hängen die Glocken 1 und 3.
| Glocke      | 1              | 2              | 3       | 4        | 5        | 6       |
| ----------- | -------------- | -------------- | ------- | -------- | -------- | ------- |
| Name        | Dreifaltigkeit | Peter und Paul | Maria   | Nikolaus | Bernhard | Michael |
| Durchmesser | 1769 mm        | 1468 mm        | 1184 mm | 995 mm   | 922 mm   | 813 mm  |
| Gewicht     | 3016 kg        | 1864 kg        | 1085 kg | 698 kg   | 564 kg   | 393 kg  |
| Schlagton   | b°±0           | des'+1         | f'±0    | as'+2    | b'+2     | c"+1    |

### Orgel
Die Orgel wurde 1961 als Opus 1220 von der Orgelmanufaktur Johannes Klais gebaut. Sie hat einen Umfang von 34 Registern auf drei Manualen und Pedal. Sie ersetzt eine Multiplexorgel, die 1948 von Orgelbau E. F. Walcker für die Notkirche angefertigt wurde und über 26 Register auf zwei Manualen verfügte.